# 11757 Солпітер
11757 Солпітер (11757 Salpeter) — астероїд головного поясу, відкритий 24 вересня 1960 року.
Тіссеранів параметр щодо Юпітера — 2,968.
Названий на честь американського астрофізика Едвіна Солпітера.